# أرز جوز الهند
أرز جوز الهند هو طبق يتم تحضيره عن طريق طهي الأرز الأبيض في حليب جوز الهند أو رقائق جوز الهند. ونظرًا لأن جوز الهند ونبات الأرز شائعان في المناطق الاستوائية في جميع أنحاء العالم، فإن أرز جوز الهند أيضًا موجود في العديد من الثقافات في جميع أنحاء العالم. يمتد عبر خط الاستواء من جنوب شرق آسيا وشبه القارة الهندية وأمريكا الجنوبية وأمريكا الوسطى وغرب إفريقيا وشرق إفريقيا ومنطقة البحر الكاريبي وأوقيانوسيا.

## جنوب شرق آسيا

### إندونيسيا
الأرز المطبوخ في حليب جوز الهند شائع في المطبخ الإندونيسي، حيث طورت كل منطقة نسختها الخاصة منه. عادة ما يتم صنع أرز جوز الهند العادي من الأرز الأبيض وحليب جوز الهند والزنجبيل وبذور الحلبة وعشب الليمون وأوراق الباندان، مع وصفة أرز جوز الهند الأكثر شيوعًا في إندونيسيا وهي ناسي أودوك من جاكرتا. تشمل وصفات أرز حليب جوز الهند الأخرى ناسي جوريه من آتشيه وناسي ليويت الجاوية. ناسي كونينج هو أرز أصفر إندونيسي يشبه أرز جوز الهند مع إضافة الكركم كعامل تلوين ونكهة. تأخذ أنواع أخرى من وصفات أرز جوز الهند شكل الزلابية، مثل البوراسا من ماكاسار وليمانج الشهيرة في مينانجكاباو.

### ماليزيا
ناسي ليماك (حليب جوز الهند وأوراق الباندان) هو وصفة الأرز بجوز الهند الأكثر شعبية في ماليزيا. ويعتبر الطبق الوطني لماليزيا.

### ميانمار
في المطبخ البورمي، يُطلق على الأرز المطبوخ بحليب جوز الهند اسم أون هتامين (အုန်းထမင်း)، وهو غذاء رئيسي احتفالي، وغالبًا ما يتم تناوله بدلاً من الأرز الأبيض العادي. في النسخة الأساسية من أون هتامين، يُطهى الأرز بقاعدة من حليب جوز الهند، إلى جانب الكراث المقلي والملح، مما يزيد من نكهات الأرز اللذيذة والغنية. عادةً ما يقترن أون هتامين بالكاري السيبيان البورمي.

### تايلاند
في المطبخ التايلاندي، يعتبر أرز جوز الهند الذبق الحلو شائعًا جدًا كحلوى أو وجبة خفيفة حلوة. يتم صنعه من الأرز اللزج وحليب جوز الهند والسكر والملح والماء ويتم إقرانه بشكل مشهور بشرائح المانجو الناضجة وكمية إضافية من كريمة جوز الهند. خارج موسم المانجو، سيتم تناوله أيضًا مع فواكه أخرى أو أطباق شبه حلوة. الحلويات الشعبية الأخرى لأرز جوز الهند هي كاو توم مات، حيث يتم طهي الموز الحلو على البخار داخل الأرز الدبق أثناء لفه في ورقة موز، كاو لام، حيث يتم طهي خليط الأرز وحليب جوز الهند على البخار داخل قسم من الخيزران، وكاو نياو كايو، وهي حلوى حلوة جدًا من الأرز الدبق وحليب جوز الهند وكميات كبيرة من السكر، وغالبًا ما تكون وردية أو خضراء اللون.

## شبه القارة الهندية

### الهند
في الهند، يشتهر أرز جوز الهند (కొబ్బరి అన్నం تيلجو، ಕಾಯಿ ಅನ್ನ في الكانادا، தேங்காய் சாதம் في التاميل) في المناطق الجنوبية. في الهند، يُصنع أرز جوز الهند عادةً من أرز بسمتي بنكهات جوز الهند الخفيفة المكتسبة من حليب جوز الهند، ويُقدم عادةً مع الكاري. ويُصنع من رقائق جوز الهند (أو جوز الهند المبشور أو المجفف). إحدى طرق تحضير هذا الطبق هي تحضير الأرز بشكل منفصل (يفضل استخدام نوع أرز خفيف ورقيق عند طهيه) ثم مزجه مع خليط جوز الهند (رقائق جوز الهند المحمصة في زيت السمسم/جوز الهند ومتبلة بالفلفل الحلو والمكسرات ومسحوق الكاري/الأوراق والتوابل الأخرى).

### سريلانكا
في سريلانكا، يُشار إلى أرز جوز الهند غالبًا باسم «أرز الحليب» أو كيريباث. يتم تقديمه على نطاق واسع في جميع أنحاء البلاد في المناسبات الخاصة. يُقدم مع لونو ميري، وهو عبارة عن سامبول بصل حار مطحون مع الفلفل الأحمر والبصل والطماطم والليمون والملح مع أومبالاكادا.

## أمريكا اللاتينية

### كولومبيا وبنما

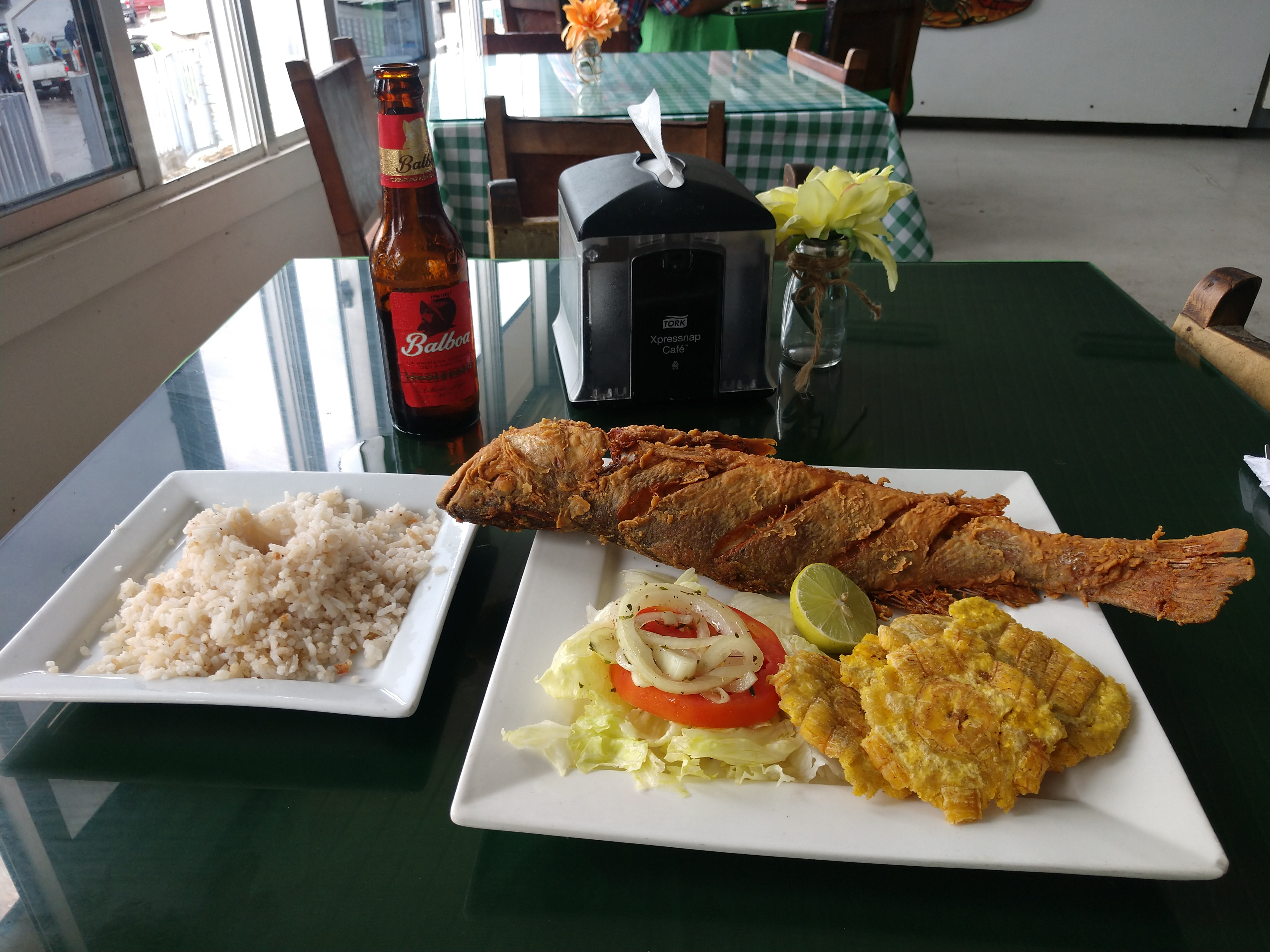
أرز جوز الهند مع السمك المقلي والتوستونيس، يقدم في مدينة بنما.

على ساحل البحر الكاريبي في كولومبيا وبنما، يعد الأرز بالجوز الهند طبقًا جانبيًا نموذجيًا للأسماك. وهو مصنوع من الأرز الأبيض المطبوخ في قاعدة من حليب جوز الهند وممزوج بلحم جوز الهند المبشور والماء والملح والزبيب (اختياري) والسكر.

### هندوراس
في ساحل هندوراس الكاريبي، يتم طهي الأرز تقليديًا بزيت جوز الهند وحليب جوز الهند والثوم والبصل والفاصوليا الحمراء أو السوداء، وهو طبق شهي يُعرف باسم «الأرز والفاصوليا». يحظى هذا الطبق بشعبية خاصة بين الهوندوريين من أصل أفريقي (الغاريفونيون)، ولكن مثل العديد من أطباق وأطعمة الغاريفونا الأخرى ذات التأثير الأفريقي، فهو شائع بين جميع الهوندوريين ويعتبره الهوندوريون من جميع الخلفيات العرقية طعامًا هندوراسيًا نموذجيًا.

### بورتوريكو
في بورتوريكو، يُقدم أرز جوز الهند عادةً مع الأسماك والموز الحلو. يُقلى الأرز بزيت جوز الهند والملح، ثم يُضاف جوز الهند المبشور وحليب جوز الهند مع خيار الثوم والبصل والكزبرة والزبيب والكمكوات. ثم يُغطى الأرز بورقة موز أثناء عملية الطهي. ومن الأطباق الشعبية الأخرى التي تُقدم مع أرز جوز الهند طبق أرز كون دولسي (بودنج أرز جوز الهند) وهو حلوى مصنوعة من الحليب وحليب جوز الهند وكريمة جوز الهند والزبيب والفانيليا والروم والسكر والزنجبيل والتوابل. يُقدم بودنج أرز جوز الهند البورتوريكي في كولومبيا وكوبا وفنزويلا.

## أوقيانوسيا

### ساموا
في ساموا، يُعرف أرز جوز الهند باسم ألايسا فابوبو ويُصنع عن طريق طهي الأرز الأبيض في حليب جوز الهند. يتم صنع نوع مختلف من أرز جوز الهند يُعرف باسم كوكو أليسا بإضافة الكاكاو وأوراق البرتقال، وغالبًا ما يتم تناوله كوجبة خفيفة أو حلوى. عادةً ما يتم تناول أرز جوز الهند بمفرده أو كمرافق لأطباق مثل موآ فاعاينة.